# Ågrip

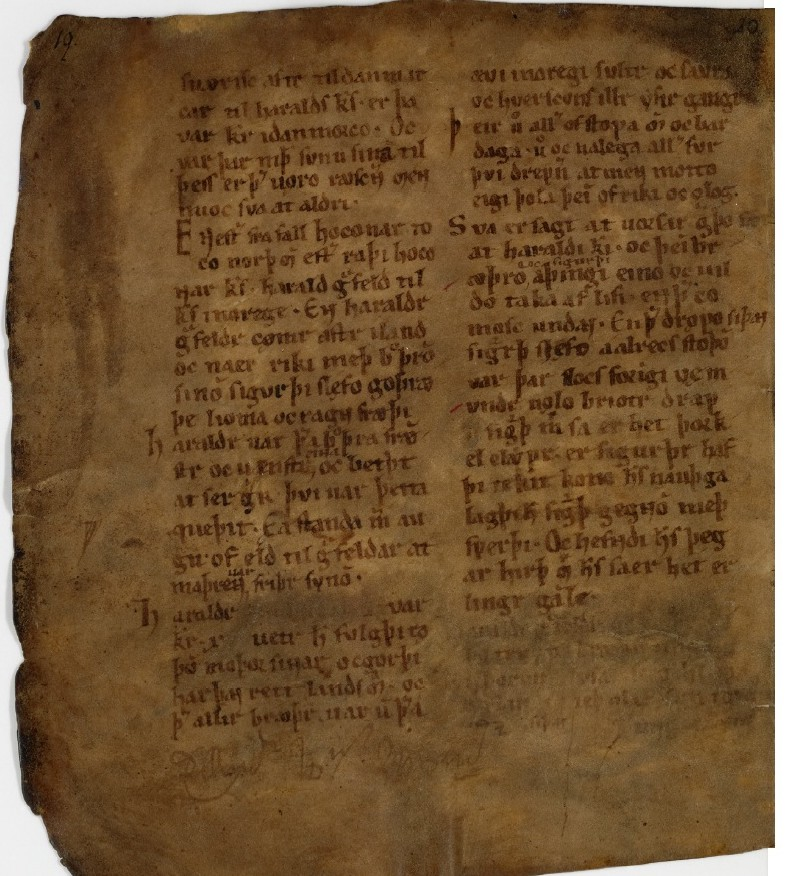
Sida ur Ågrip.

Ågrip eller  Ágrip, efter Ágrip af Nóregs konunga sögum är det äldsta översiktsverket på norrönt mål om Norges kungar. Början och slutet har gått förlorat. Det som är bevarat sträcker sig från Harald Hårfager till Harald Gilles söner. Man menar att Ågrip är skriven cirka 1190, kan hända i Norge. Namnet Ágrip (utdrag) är från senare tid. Utgiven med översättning till nynorska av G. Indrebø 1936.
Ågrip var en i Norge bosatt islänning, och verket behandlar tiden från och med Halvdan Svarte till och med året 1117 när Sverre hyllade som kung I Nidaros. Verket är i grunden baserat på muntlig tradition, och i prosahänseende troligen på Eirik Oddssons Hryggiastykki, samt en kronologi av Sämund Frode. Ágrip af Nóregs konunga sögum finns bevarad i en handskrift från början av 1200-talet. 